# Vranići (Čačak)
Vranići (Servisch cyrillisch Вранићи) is een plaats in de Servische gemeente Čačak. De plaats telt 515 inwoners (2002).